# Poėma o more
Poėma o more (Поэма о море) è un film del 1958 diretto da Julija Ippolitovna Solnceva.

## Trama
Di ritorno dopo una lunga separazione in luoghi a lui cari, il generale Fedorchenko (Boris Livanov) ricorda quanti anni fa ha lasciato il suo villaggio natale. La madre e il presidente della fattoria collettiva lo convinsero a restare, ma altre distanze facevano cenno al giovane. Allo stesso modo, nonostante le esortazioni dei parenti, i suoi ex compagni di classe si sono precipitati a studiare e lavorare nelle grandi città. 
La strada di casa attraversa Novaya Kakhovka, una giovane città che vive con l'imminente lancio della centrale idroelettrica di Kakhovka. Arrivato in paese, Fedorchenko viene a sapere che la costruzione della centrale idroelettrica ha lasciato la fattoria collettiva senza lavoratori: quasi tutti i diplomati della scuola locale sono andati in un grande cantiere. La prossima scoperta per il generale è la notizia che allo stesso tempo iniziarono a venire nel villaggio persone che non erano qui da diversi decenni. Tra loro ci sono un noto architetto, un esploratore polare, un pilota, uno scrittore, un viceministro e sei colonnelli. Anni dopo, non si riconoscono immediatamente; tutti sono entusiasti dell'incontro.
Questo congresso di connazionali non è casuale. Riunendo tutti gli arrivi sulla piazza, il presidente della fattoria collettiva, Savva Zarudny (Boris Andreev), annuncia che il villaggio, che ha una storia lunga e ricca, sta vivendo i suoi ultimi giorni. Una volta nella zona di inondazione, affonderà sul fondo con il lancio della stazione. Le capanne imbiancate a calce, i ciliegi, un club, una scuola, le tombe di nonni e bisnonni scompariranno. Al loro posto ci sarà il mare. Affinché le persone potessero vedere le loro capanne native per l'ultima volta, Zarudny scrisse dozzine di lettere e convocò coloro che una volta l'avevano lasciato al villaggio.